# Trieces thuringiacus
Trieces thuringiacus là một loài tò vò trong họ Ichneumonidae.